# Израильский национальный музей науки, технологий и космоса
Израильский национальный музей науки, технологий и космоса (или «МадаТек» от ивр. מדע‎ — наука и сокр. טכנולוגיה‎ — технология) (ивр. מדעטק - המוזיאון הלאומי למדע, טכנולוגיה וחלל‎, англ. Israel National Museum of Science, Technology, and Space) — музей науки и технологий, расположенный в Хайфе, Израиль. Основан в 1984 году на базе старого здания Техниона.

## Описание
В этом музее большая коллекция научных приборов и оборудования.
Здесь есть постоянная экспозиция, принимаются ежегодные выставки со всех стран мира, работает как образовательный комплекс для студентов и школьников.

Ежегодно его посещают около 200 тыс. посетителей.

## История
Музей, основанный в 1984 г., расположен в исторических зданиях Хайфы — старом здании Техниона, которое было построено для израильского технологического института пока он не переехал в современный кампус.
Архитектор здания — Александр Бервальд, немецкий еврейский иммигрант, который начал работать над строительством дома в 1912.

Во время своего визита в Технион в 1923 г. Альберт Эйнштейн посадил пальмовое дерево во дворе, которое можно увидеть и сегодня.